# Siratoba
Genre
Siratoba est un genre d'araignées aranéomorphes de la famille des Uloboridae.

## Distribution
Les espèces de ce genre se rencontrent aux États-Unis et au Mexique.

## Liste des espèces
Selon World Spider Catalog (version 16.0, 17/03/2015) :
- Siratoba referens (Muma & Gertsch, 1964)
- Siratoba reticens (Gertsch & Davis, 1942)

## Publication originale
- Opell, 1979 : Revision of the genera and tropical American species of the spider family Uloboridae. Bulletin of the Museum of Comparative Zoology, vol. 148, p. 443-549 (texte intégral).